# At the Altar

At the Altar est un film muet américain réalisé par D. W. Griffith, sorti en 1909.

## Synopsis
Une future mariée repousse l'un de ses prétendants. Celui-ci va tenter de se venger en la tuant le jour de son mariage.

## Fiche technique
- Titre : At the Altar
- Réalisation et scénario : D. W. Griffith
- Société de production et de distribution : American Mutoscope and Biograph Company[1]
- Photographie : Arthur Marvin et G. W. Bitzer
- Pays :  États-Unis
- Format[2] : Noir et blanc - Muet - 1,33:1 - 35 mm[3],[4]
- Longueur de pellicule : 972 pieds (296 mètres[4])
- Durée : 11 minutes (à 16 images par seconde)[2]
- Genre : Drame[3]
- Date de sortie : 25 février 1909

## Distribution
Les noms des personnages proviennent de l'Internet Movie Database.
- Mack Sennett : un policier / un invité au dîner
- Harry Solter : un homme dans la rue
- Charles Hill Mailes
- George Gebhardt : un invité au dîner
- Robert Harron : un homme dans la rue
- Herbert Yost : Giuseppe Cassella
- John R. Cumpson : un invité au dîner
- Dorothy West : l'amie de Minnie / une invitée au dîner
- Marion Leonard : Minnie
- Clara T. Bracy
- Linda Arvidson
- Florence Lawrence : la personne au mariage
- Kate Bruce
- James Kirkwood, Sr.
- Charles Gorman
- Arthur V. Johnson : un policier
- D. W. Griffith
- Mme Herbert Miles[6]
- David Miles : le père de Minnie[3],[5]
- Charles Inslee : Grigo, le prétendant[3],[5]
- Anita Hendrie : la mère de Minnie[3],[5]
- Herbert Prior : le prêtre[5]

## Autour du film
Les scènes du film ont été tournées les 30 janvier et 8 février 1909 dans le studio de la Biograph à New York et à Edgewater, dans le New Jersey.
Une copie du film est aujourd'hui conservée à la Bibliothèque du Congrès.

### Source
- Jean-Loup Passek et Patrick Brion, D.W. Griffith : Le Cinéma, Paris, Cinéma/Pluriel - Centre Georges Pompidou, 1982, 216 p. (ISBN 978-2-86425-035-7, BNF 34768665)